# Zero Stress
Zero Stress è il secondo disco solista del rapper e produttore DJ Gruff.

## Tracce
Tutti i brani prodotti da DJ Gruff, tranne dove indicato:
1. Bella Sbrasbez [prodotta da Deda]
2. Tifititaf (feat. Gopher D)  [prodotta da Neffa]
3. Dimmi se ti piace adesso (feat. Deda) [prodotta da Deda]
4. L'agiluomo (feat. Neffa) [prodotta da Esa]
5. Intro umettami
6. Versi di passione [prodotta da Deda]
7. Intro Zero Stress
8. Zero Stress pt. 1 (feat. Kaos, Neffa, T.C., Storyteller)
9. Intro X P [prodotta da Deda]
10. Ti scrivo
11. Aui
12. Sucker Jump (feat. Neffa, Sean, Soul Boy)
13. Appizzo [prodotta da Deda]
14. Bom cilomo
15. T.C. e Gruff
16. Lowdy NCN [prodotta da DJ Skizo]
17. Stammi lontano '96 (The NextOne remix) [prodotta da The NextOne]
18. Il mio mixer... a grande richiesta
19. Mefangoscià
20. Lucida follia [prodotta da Dada e DJ Skizo]
21. Zero Stress pt. 2 (feat. Camelz Finezza Click)
22. Life Vibes

## Formazione
- DJ Gruff - rap, scratches, produzione
- J. Rodriguez - flauto su Dimmi Se Ti Piace Adesso; sax su Life vibes
- Alessio "Alessiomanna" Argentero - basso su Versi Di Passione
- Gabriele - tromba su Ti Scrivo, Mifangoscià, Lucida follia
- DJ Aui - scratches su Aui
- DJ Double S - scratches su Stammi lontano '96 (The NextOne remix)